# 무진기행 (드라마)
《무진기행》은 1981년 10월 24일에 방영된 TV문학관이다.

## 출연
- 박근형
- 김미숙
- 선우용녀
- 장용
- 최명수
- 여운계
- 최우백
- 반효정
- 이주실
- 이신재
- 곽경환
- 박선옥
- 김인문
- 김윤형
- 홍요섭
- 이한수
- 송창신
- 김동수
- 김봉근
- 송석호
- 기정수
- 이두섭
- 이현두
- 정종준
- 박정웅
- 조재훈
- 서영진
- 이형준
- 최동균
- 김은선
- 남병훈
- 심동훈